# 约瑟夫·保罗-邦库尔

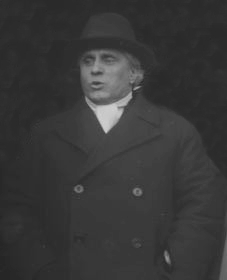
约瑟夫·保罗-邦库尔

约瑟夫·保罗-邦库尔（Joseph Paul-Boncour，1873年8月4日—1972年3月28日），法國左翼政治人物。在巴黎大學獲法律學位後執律師業。1909年當選眾議員。1911年任勞工部長。1932年-1934年任外交部长，1932年-1933年任法国总理。
| 前任: 赫里欧 1932 | 法国总理 1932-1933 | 继任: 达拉第 1933 |